# Carl Immanuel Baumann
Carl Immanuel Baumann (auch Carl Baumann jun.; * 15. Dezember 1831 in Tübingen; † 16. Januar 1886 ebenda) war ein württembergischer Zeichner, Fotograf und Lithograph in Tübingen. Er war der Sohn des Zeichners und Fotografen Carl Friedrich Baumann, bekannt als Carl Baumann, sowie älterer Bruder des Lithographen  Hermann Baumann.

## Leben
Carl Immanuel Baumann war der älteste Sohn von Carl Friedrich Baumann und dessen Frau Catharina Carolina, geb. Seiter. Zeichnen und Lithographieren lernte er von seinem Vater. Er arbeitete in der lithographischen Anstalt des Vaters bereits vor 1854, half auch mit, als sein Vater fotografische Tätigkeit mit Rudolf Pfähler begann. Er lernte schnell – wurde bereits 1856 als „Maler und Photograph“ erwähnt – und ab gleichem Jahr ersetzte als Kompagnon seines Vaters Pfähler. In dieser Zeit waren die Fotos mit „C. Baumann“, „Photographie von Baumann, Tübingen“ oder „Photographie von Baumann & Sohn“ signiert. Die Zusammenarbeit von Vater und Sohn dauerte bis Dezember 1859, als dieser zum Engel umzog und sich selbständig machte.
Die zunehmende Professionalisierung der Fotografie veranlasste Baumann junior 1861 zur Errichtung des ersten Fotoateliergebäudes in Tübingen. Das etwa 5,0 × 2,8 m große Gebäude aus Brettern und Glas lag im Garten der Bäckerwitwe Lemberger in der Wilhelmstraße schräg gegenüber der Neuen Aula und hatte einen provisorischen Charakter, da der Gemeinderat in der Genehmigung verlangte, dass es jederzeit abgebaut werden konnte. Das Atelier war zunächst erfolgreich und machte eine Fülle von Porträtfotos. Als König Karl auf seiner Huldigungsreise durch Württemberg im Juni 1865 nach Tübingen kam und eine Gewerbeausstellung in den Gewächshäusern des Botanischen Gartens besuchte, bewunderte er dort Fotos der Baumanns, weil gerade sie als einzige Fotografen zur Ausstellung eingeladen wurden. Doch der nachhaltige Erfolg blieb aus: Das Atelier wurde im Frühjahr 1866 zusammen mit zwei „photographischen Apparaten“ versteigert. Der Anfangspreis betrug 100 fl, was angeblich eine seltene Gelegenheit bot, „solche guterhaltenen Gegenstände so wohlfeil zu erwerben“. Nach 1866 wurde Carl Immanuel Baumann – wie übrigens auch sein Vater – nur noch als Lithograph erwähnt.